# Wieś – Jej Pieśń
„Wieś – Jej Pieśń” – polski miesięcznik literacki wydawany w latach 1933–1934 w Naprawie.
Pismo poświęcone było literaturze ludowej i folklorowi. Początkowo drukowało twórczość tradycjonalistyczną, m.in. teksty dewocyjne. Później, dzięki Marianowi Czuchnowskiemu, zyskało profil lewicowy i antysanacyjny. Pismo redagowali m.in. Antoni Olcha i Antoni Kucharczyk. W miesięczniku drukowali m.in. Jan Baranowicz, Stanisław Buczyński, Stanisław Czernik, Leon Kruczkowski oraz pisarze ludowi, w tym emigranci z Francji i Brazylii. Kontynuacją miesięcznika było czasopismo „Nowa Wieś”.